# Saint-Hippolyte (Gironda)
Saint-Hippolyte é uma comuna francesa na região administrativa da Nova Aquitânia, no departamento de Gironda. Estende-se por uma área de 4,45 km². Em 2010 a comuna tinha 132 habitantes (densidade: 29,7 hab./km²).